# Klif van Bandiagara
Het Klif van Bandiagara (Land van de Dogon) (Frans: Falaises de Bandiagara (Pays Dogon)) is een klif in Mali. Het werd in 1989 toegevoegd aan de UNESCO Werelderfgoedlijst, zowel om natuurlijke als om culturele redenen. Met name de Dogon-cultuur en diens interactie met de natuurlijke omgeving (bijvoorbeeld in de vorm van het gebruik van medicinale wilde planten) wordt geroemd.
Het erfgoed, 3274 km² groot, bestaat uit twee afzonderlijke delen:
- Nr 516-001 	Klif van Bandiagara (La Falaise de Bandiagara), 326.950 ha[4]
- Nr 516-002 	Dorp Songo (Village de Songo in de huidige gemeente (commune) Doucombo), 440 hectare, gelegen op 10-15 kilometer westnoordwestelijk van Bandiagara-Centrum.

## Geschiedenis
De Dogon zijn een van de weinige volkeren in West-Afrika die zeer goed zijn geslaagd in het bewaren van hun eigen cultuur. De reden hiervoor is waarschijnlijk de afgelegen positie van hun leefgebied. De Dogondorpen, met hun graanschuren van klei, liggen dichtbij of op het klif. Hier hebben de animistische Dogon zich eeuwen geleden op hun vlucht voor de moslims teruggetrokken. De Dogon op hun beurt hebben Bandiagara in de 14e eeuw veroverd op de Tellem. Van deze laatste groep zijn nog begraafplaatsen in de rotsen overgebleven.

## Maatschappij
Het Klif van Bandiagara is een van de indrukwekkendste landschappen in West-Afrika. Het bestaat uit rood-gekleurde rots. De hellingen (met een maximale hoogte van 500 meter) zijn steil, maar de bovenkant, met een breedte van verscheidene kilometers, is vrij vlak. Het gehele klif is circa 150 kilometer lang. Het gebied is weinig vruchtbaar, maar dankzij intensieve landbouwtechnieken zoals irrigatie van kleine velden kunnen de Dogon genoeg voedsel verbouwen.
Een Dogon-dorp is aangelegd volgens de structuur van het mensenlichaam. Ook ieder huis afzonderlijk heeft deze indeling. De aanleg heeft dus een symbolische betekenis. Zo is de haard bijvoorbeeld het hoofd en de maalstenen staan op de plaats van de nieren. De bouwkunst is agglutinerend en zeer flexibel: de grootte van het huis wordt aangepast aan de grootte van het gezin doordat er ruimtes worden bijgebouwd. De huizen hebben ronde muren wegens het technische voordeel dat dit stabieler is dan rechte muren. Ze zijn in leem opgetrokken omdat dit materiaal goed isoleert: binnen blijft het 's nachts warm en is het overdag fris. Een woonplaats en een opslagplaats (graansilo) zien er van buitenaf hetzelfde uit, met uitzondering van een laddertrap naar de deur van de opslagplaats terwijl bij de woonplaats de deur zich op de begane grond bevindt.
In de maatschappij van de (Dogon) is de groepssolidariteit van zeer groot belang. Er is sprake van een genootschap dat het culturele leven organiseert, namelijk het Awa-genootschap. Een belangrijke constructie in het Dogondorp is de palaverhut (de toguna). De toguna staat op een prominente plaats met zicht op het hele dorp en is te herkennen aan het dikke strodak en zware gesculpteerde palen. De hoofdplaats van de Dogon-cultuur was de huidige gemeente (commune) Sangha in de huidige cercle Bandiagara.
De hele maatschappij, cultuur en wereldvisie van de Dogon is op het Sigi-ritueel gebaseerd. Het Sigi-ritueel is een zestig jaar durend ritueel waarvan de cyclus gebaseerd is op de omloop van de ster Sirius. Iedere zestig jaar wordt de cyclus opnieuw gestart waarbij een groot moedermasker gemaakt wordt van vijf à twaalf meter lang. Zo is er een cyclisch denken waarbij de schepping soms moet herschapen worden. Dat wordt dan ook vaak nadrukkelijk weergegeven in de kunst.

## Kunst
Vanaf de jaren dertig heeft de Franse etnoloog Marcel Griaule samen met zijn medewerkers grondig veldwerk gedaan in het gebied van de Dogon. Daardoor is de context, de functie en de betekenis van de kunst vrij goed bekend. Bovendien werden er oude houten voorwerpen teruggevonden, wat uitzonderlijk is in Afrika wegens de vergankelijkheid van het materiaal. Deze voorwerpen lagen in de grotten van de klif die als begraafplaatsen dienen en waar een droog microklimaat heerst zodat er geen rotting kon plaatsvinden.
De Dogon hebben een gevarieerde beeldhouwkunst waarin heel wat mythologische en kosmogonische symbolen voorkomen. De sculpturen zijn hoekig, strak, rechtlijnig en sober. De verschillende dorpen hebben echter elk een eigen stijl maar de algemene kenmerken komen steeds terug. Het thema dat het meeste voorkomt is dat van de overleden voorouders. Een typisch motief is dat van een mens met de armen omhoog. Dit zou een hercreatie zijn van het scheppingsgebaar.
In de houtsculptuur treft men figuratief versierde gebruiksvoorwerpen aan zoals stoelen, neksteunen, deurpanelen, etc. Daarnaast worden er ook verschillende types van maskers geproduceerd die vooral bij begrafenissen en collectieve dodenrituelen optreden. Deze worden gemaakt door leden van het Awa-genootschap die gespecialiseerd zijn in het maken van maskers. Er zijn zes categorieën: vogels, zoogdieren, reptielen, voorwerpen, Dogonpersonages en niet-Dogonpersonages.
Een belangrijk onderdeel van de kunstproductie van de Dogon zijn de motieven in de palen van het mannenhuis. De antropomorfe figuren zijn eenvoudig en stellen overleden voorouders voor. Aan één of beide kanten van de paal worden grote figuren in het houtwerk gesneden. Tegenwoordig komen ook moderne motieven aan bod zoals landbouwwerktuigen. Deze palen zijn zeer gewild bij kunstrovers. Daarom is de bevolking soms verplicht zijn eigen patrimonium te beschadigen zodat kunstliefhebbers er niets meer mee zijn en het ook niet gestolen wordt.
Er werden eveneens vrijstaande beelden teruggevonden waarvan de precieze betekenis niet zo goed gekend is. Men gaat er wel van uit dat een ruiterbeeld de voorstelling is van een religieuze leider omdat paarden met macht gesymboliseerd worden. De functies van de vrijstaande beelden zijn uiteenlopend. Sommigen dienen voor begrafenissen, anderen voor rites door die door de religieuze leider worden uitgevoerd. Er zijn er die enkel door het oog van ingewijden mogen gezien worden en daarom verborgen gehouden worden in schrijnen, maar er zijn er ook die voor iedereen zichtbaar worden opgesteld op een altaar.
Op de deuren van de graanschuren worden motieven aangebracht om het graan te beschermen. Deze motieven bestaan voornamelijk uit afbeeldingen van insecten die het graan zouden kunnen beschadigen. Tegenwoordig heeft men ook watertanks in het dorp. Opdat deze het authentieke uitzicht van het dorp niet zouden verstoren worden ze ondergebracht in gebouwen die er hetzelfde uitzien als de graanschuren. Op deze deuren worden dan nieuwe motieven aangebracht die gericht zijn op de bescherming van het water.

## Restauratie
De site heeft erg geleden door de gevolgen van de Malinese Burgeroorlog 2012-2013. In 2020 besloot UNESCO, met financiële steun van het Aliph Fonds, tot een restauratieproject voor zowel het architecturaal als het immaterieel erfgoed.
Klif van Bandiagara · Oude steden van Djenné · Timboektoe · Tombe van Askia